# Čtrnáct neomylných
Čtrnáct neomylných (arabsky معصومون‎ Ma‘sūmūn) je v dvanáctnickém islámu 14 náboženských postav žijících v 6. - 9. století n. l., o kterých dvanáctníci věří, že byli neomylní, "božsky obdařeni osvobozením od omylu a hříchu". Tato schopnost neomylnosti se (anglickým pravopisem) označuje jako Ismah. Čtrnáct neomylných tvoří Mohamed, jeho dcera Fátima a Dvanáct imámů.